# Велорикша
Велори́кша или Велотакси — вид общественного транспорта: перевозка пассажира или пассажиров (обычно не больше двух) на велосипеде особой конструкции силой велосипедиста. Велорикши возникли в Японии вскоре после появления там обычных рикш, оттуда распространились во многие страны Восточной и Южной Азии, от Филиппин до Пакистана. Уже во второй половине XX века велотакси появляются в ряде городов Европы и Америки, в качестве развлечения для туристов. Так, в Нью-Йорке велотакси курсируют, в основном, в районе Центрального парка, в Вашингтоне — в районе Нэшнл Молла, в Лондоне — в районах Сохо и Ковент-Гарден. В 2006 г. велотакси появились в Москве на Пушкинской площади и Санкт-Петербурге.
Конструкция велотакси в разных городах и странах различна. На Западе более привычна трёхколёсная конструкция, при которой водитель (велосипедист) находится впереди, а за его спиной на двух колёсах установлено пассажирское сиденье; часто вся конструкция покрыта крышей. Однако во Вьетнаме, например, водитель-велосипедист находится сзади, а пассажирское сиденье и два колеса — впереди. Иногда встречаются также четырёхколёсные велотакси.
В России велотакси впервые начали промышленно производить в 2014 году в Армавире. В 2014 году был проведён эксперимент по установке на велотакси солнечных панелей для движения с приложением минимальной мускульной силы; экспериментальные велотакси совершили пробег от Армавира до Сочи. В 2017 году Китай стал массово ставить солнечные панели на велорикши.

## Галерея
- Мексика
- Амстердам
- Москва
- Нагоя
- Макао
- Катманду
- Куала-Тренгану (Малайзия)
- Медан, Индонезия
- Бермудские острова, 1920-е гг.
- Берлин, 1946
- Запрещающий дорожный знак на Тайване
- Барселона
- Современная велорикша на улице Пекина
- Велорикша в Шэньяне
- Велорикши в Малакке (Малайзия)
- Куба